# Holdern
Holdern är en sjö i Åre kommun i Jämtland och ingår i Indalsälvens huvudavrinningsområde. Sjön har en area på 8,19 kvadratkilometer och ligger 443,2 meter över havet. Holdern ligger i Svenskådalen Natura 2000-område.

## Delavrinningsområde
Holdern ingår i det delavrinningsområde (710677-135670) som SMHI kallar för Utloppet av Holdern. Medelhöjden är 531 meter över havet och ytan är 39,48 kvadratkilometer. Räknas de 31 avrinningsområdena uppströms in blir den ackumulerade arean 553,23 kvadratkilometer. Avrinningsområdets utflöde Indalsälven mynnar i havet. Avrinningsområdet består mestadels av skog (39 procent) och kalfjäll (33 procent). Avrinningsområdet har 8,73 kvadratkilometer vattenytor vilket ger det en sjöprocent på 22,1 procent.